# Rónay-kastély (Kiszombor)
A Rónay-kastély romantikus épület Csongrád-Csanád vármegyében, a Makói járásban.

## Története

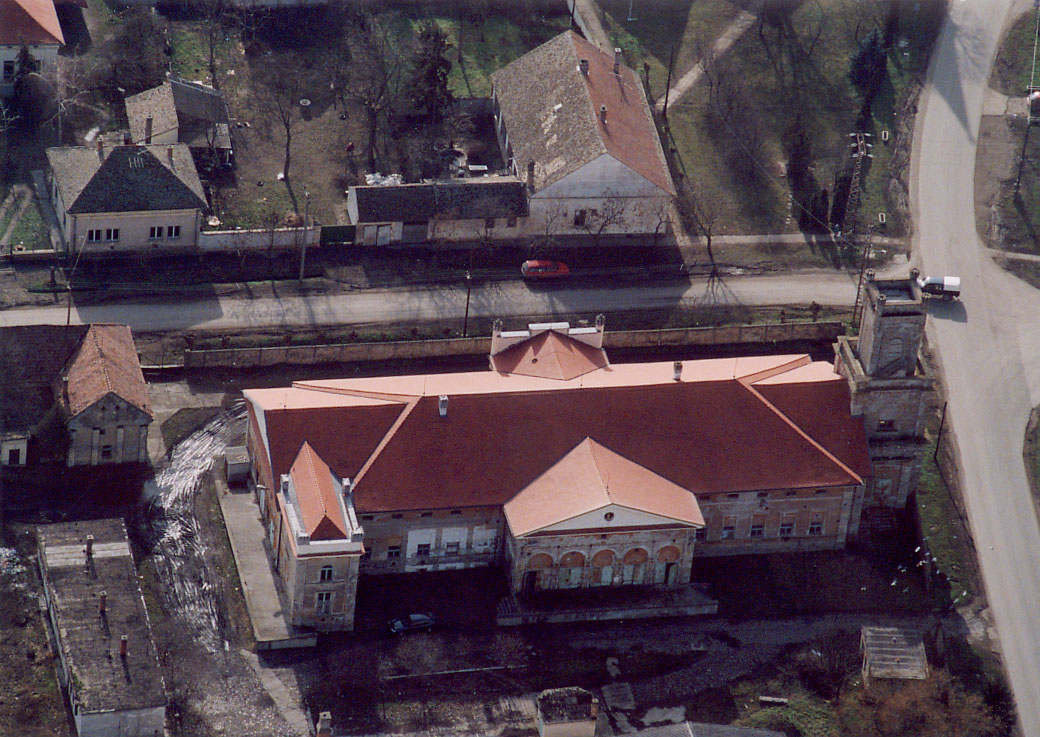
Kiszombor, Rónay-kastély légifényképen

Volt Rónay-kastély, romantikus, épült 1858 körül.

## Leírása

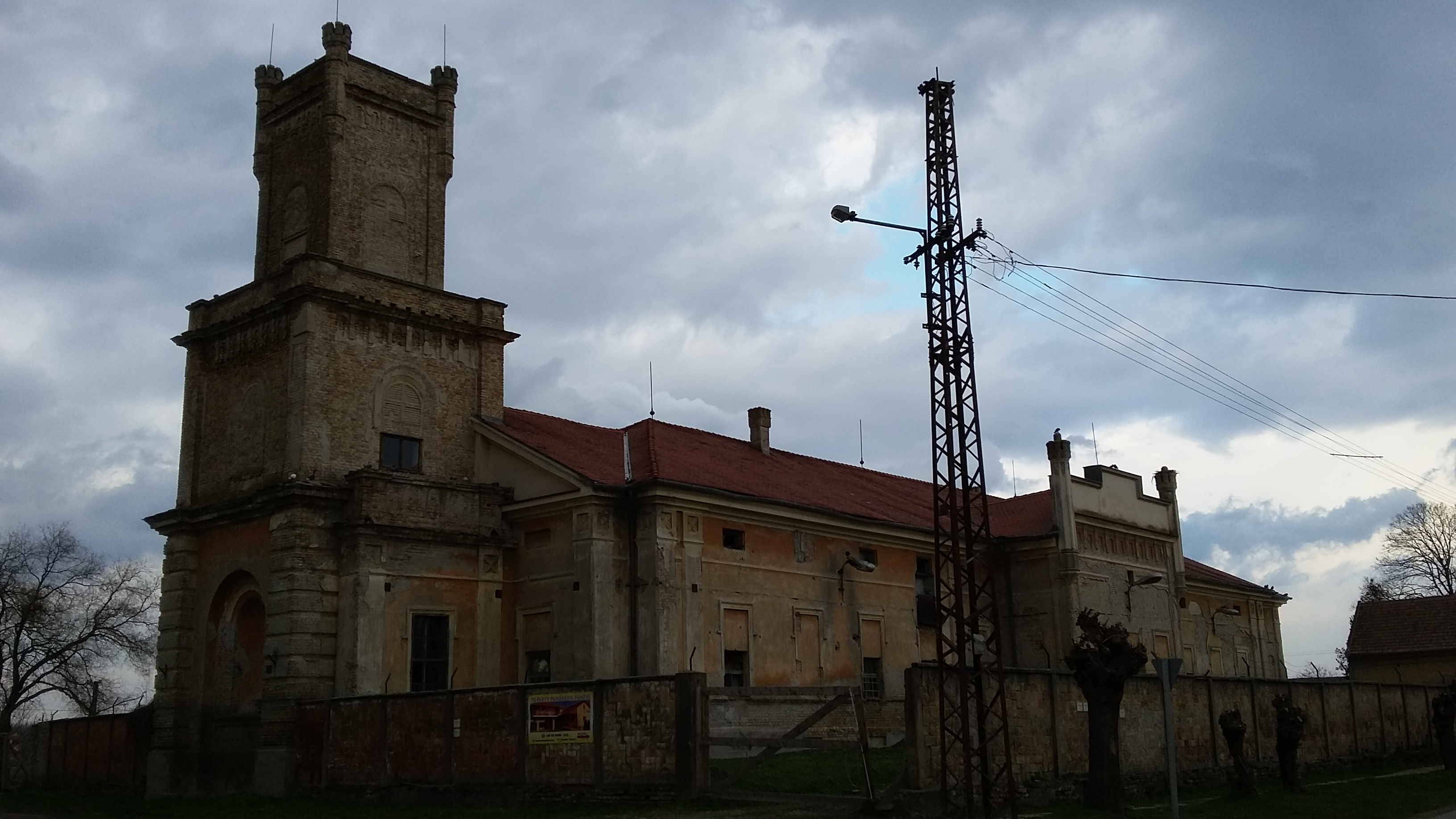
Kiszombor, Rónay-kastély, déli oldal

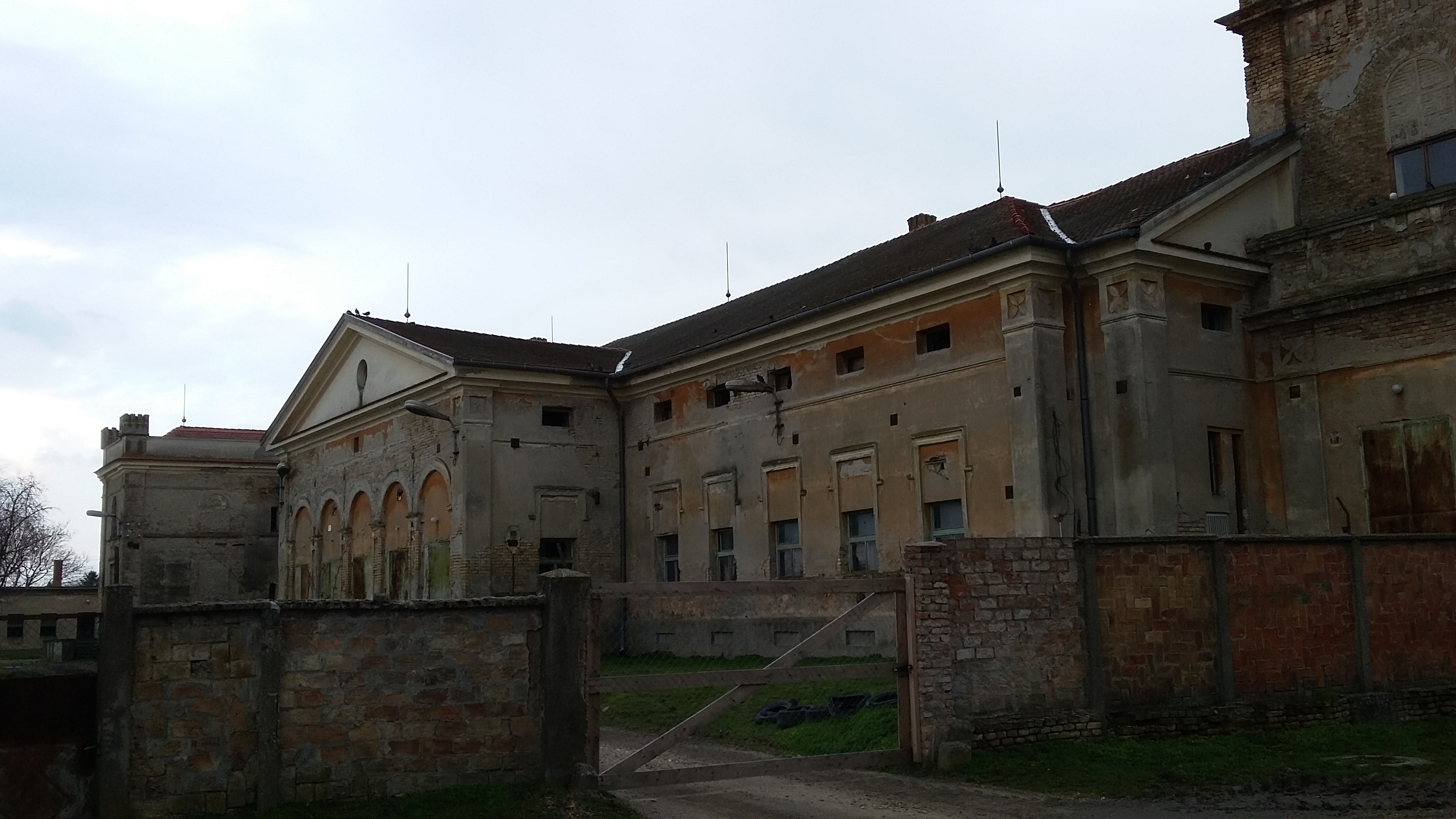
Kiszombor, Rónay-kastély, északi oldal

Földszintes, nagy belmagasságú terekkel, nyugati rövid oldalán háromszintes, bástyaszerű torony. Parkját kiirtották a kommunizmus alatt.